# 查特頓 (印地安納州)
查特頓（英語：Chatterton）是位於美國印地安納州沃倫縣的一個鬼鎮。

## 地理
查特頓所處的海拔為高於海平面217米（即712英呎），而該地所採用的時區為UTC-5，即北美東部時區（EST）。同時該地設有夏令時間，為UTC-5調快一小時，即UTC-4（EDT）。